# Fadogiella rogersii
Fadogiella rogersii är en måreväxtart som först beskrevs av Herbert Fuller Wernham, och fick sitt nu gällande namn av Diane Mary Bridson. Fadogiella rogersii ingår i släktet Fadogiella och familjen måreväxter. Inga underarter finns listade i Catalogue of Life.